# 제69회 베를린 국제 영화제
제69회 베를린 국제 영화제는 2019년 2월 7일에 열린 시상식이다.

## 수상 및 후보

### 황금곰상
- 시너님즈 - 나다브 라피드 수상

### 은곰상:심사위원대상
- 신의 은총으로 - 프랑소와 오종 수상

### 은곰상:심사위원상
- 블루 보이 - 마누엘 아브라모비치 수상

### 은곰상:감독상
- 아이 워즈 앳 홈, 벗 - 앙겔라 샤넬렉 수상

### 은곰상:여자연기자상
- 쏘 롱, 마이 선 - 메이 용 수상

### 은곰상:남자연기자상
- 쏘 롱, 마이 선 - 왕징춘 수상

### 은곰상:각본상
- 피라냐스 - 클라우디오 지오바네시 외 2명 수상

### 은곰상:예술공헌상
- 아웃 스틸링 호시즈 - 라스무스 비드백 수상

### 황금곰상:단편영화상
- 움브라 - 플로리안 피셔 외 1명 수상

### 황금곰상:명예황금곰상
- 샬롯 램플링 수상

### 은곰상:알프레드 바우어상
- 시스템 크래셔 - 노라 핑스체이트 수상

### 유럽단편영화상
- 워터멜론 쥬스 - 아이린 모레이 수상

### 베를린카메라상
- 산드라 슐버그 수상
- 빌란트 쉬펙 수상
- 아녜스 바르다 수상
- 헤르만 즈쇼체 수상

### GWFF 장편 데뷔상
- 오레이 - 메멧 아키프 부유카탈라이 외 2명 수상

### 베를리날레 다큐멘터리상
- 토킹 어바웃 트리스 - 수하입 가스멜바리 수상

### 파노라마 관객상
- 37세컨즈 - 미야자키 미쓰요 수상

### 파노라마 관객상:다큐멘터리
- 토킹 어바웃 트리스 - 수하입 가스멜바리 수상

### 수정곰상(제너레이션 14플러스) 작품상
- 스튜핏 영 하트 - 셀마 빌후넨 수상

### 수정곰상(제너레이션 14플러스) 작품상 특별언급
- 위 아 리틀 좀비스 - 나가히사 마코토 수상

### 수정곰상(제너레이션 14플러스) 단편영화
- 타투 - 파르하드 델라람 수상

### 수정곰상(제너레이션 14플러스) 단편영화 특별언급
- 포 콰르텟 - 마르코 알레시 수상

### 대상(제너레이션 14플러스) 국제심사위원
- 벌새 - 김보라 수상

### 대상(제너레이션 14플러스) 국제심사위원 - 특별언급
- 노래하는 불불 - 리마 다스 수상

### 특별상(제너레이션 14플러스) 국제심사위원
- 리버티 - 파렌 흄즈 수상

### 특별상(제너레이션 14플러스) 국제심사위원 - 특별언급
- 더 자라리주 시스터즈 - 조지 칸데나 수상

### 수정곰상(제너레이션 K플러스) 작품상
- 달라도 괜찮아 So what? Stay different! - 제네비브 둘루드-드셀 수상

### 수정곰상(제너레이션 K플러스) 작품상 특별언급
- 다니엘 페이트 페이스 - 마린 아틀란 수상

### 수정곰상(제너레이션 K플러스) 단편영화
- 저스트 미 앤 유 - 산드린 브로듀-데스로지어스 수상

### 수정곰상(제너레이션 K플러스) 단편영화 특별언급
- #불링스토리 - 에프 힐거스 수상

### 대상(제너레이션 K플러스) 국제심사위원
- 어 퍼스트 페어웰 - 왕리나 수상

### 대상(제너레이션 K플러스) 국제심사위원 - 특별언급
- 마이 엑스트라오디너리 썸머 위드 테스 - 스티븐 바우터루드 수상

### 특별상(제너레이션 K플러스) 국제심사위원
- 더 사이즈 오브 띵스 - 카를로스 펠리프 몬토야 수상

### 특별상(제너레이션 K플러스) 국제심사위원 - 특별언급
- 아빠 - 아틀 솔버그 블락세트 외 1명 수상

### 테디상:장편영화상
- 브리프 스토리 프롬 더 그린 플래닛 - 산티아고 로사 수상

### 테디상:단편영화상
- 엔트로피아 - 플로라 안나 부다 수상

### 테디상:다큐멘터리상
- 레메벨 - 조안나 레포시 가리발디 수상

### 테디상:심사위원상
- 어 독 바킹 앳 더 문 - 샹 자 수상

### 테디상:테디특별상
- Falk Richter 수상

### 테디상:독자상
- 브리프 스토리 프롬 더 그린 플래닛 - 산티아고 로사 수상

### FIPRESCI상:경쟁부문
- 시너님즈 - 나다브 라피드 수상

### FIPRESCI상:포럼
- 디 킨더 데어 토튼 - 켈리 카퍼 외 1명 수상

### FIPRESCI상:파노라마
- 다프네 - 페데리코 본디 수상

### 에큐메니칼 심사위원상:경쟁부문
- 갓 이그지스트, 허 네임 이즈 페트룬야 - 테오나 스트루가르 미테브스카 수상

### 에큐메니칼 심사위원상:포럼
- 어스 - 니콜라우스 가이어할터 수상

### 에큐메니칼 심사위원상:파노라마
- 보이언시 - 로드 라스젠 수상

### 에큐메니칼 심사위원상:파노라마 특별언급
- 미드나잇 트래블러 - 하산 파질 수상

### C.I.C.A.E.상:포럼
- 아워 디피트 - 쟝-가브리엘 뻬리오 수상

### C.I.C.A.E.상:파노라마
- 37세컨즈 - 미야자키 미쓰요 수상

### 길드영화상
- 갓 이그지스트, 허 네임 이즈 페트룬야 - 테오나 스트루가르 미테브스카 수상

### 라벨유럽영화상
- 스티치스 - 미로슬라브 테직 수상

### 칼리가리상
- 하이마트 이즈 어 스페이스 인 타임 - 토마스 하이제 수상

### 헤이너 카로우상
- 뷰티 앤 디케이 - 아네카트린 헨델 수상

### 타게스피겔 독자상
- 몬스터즈. - 마리우스 울테아누 수상

### 베를리너 모겐포스트 독자상
- 시스템 크래셔 - 노라 핑스체이트 수상

### 평화영화상
- 유어 턴 - 엘리자 카파이 수상

### 컴퍼스 퍼스펙티브상
- 본 인 에빈 - 마리엄 자리 수상

### 브이에프에프 탤런트 하이라이트 피치상
- 부피스 - 빈센조 카발로 수상

### 아우디 단편영화상
- 라이즈 - 바바라 바그너 수상

### 아우디 단편영화상 - 특별언급
- 오마르스카 - 바룬 사신드란 수상

### 암네스티국제영화상
- 유어 턴 - 엘리자 카파이 수상

### 콤파뇽 펠로우쉽
- To Be Continued - Julian Porksen 수상
- Transit Times - Ana-Felicia Scutelnicu 수상

### 아르테키노 국제상
- 어 리스판서블 어덜츠 - 쉬라 게픈 수상

### 유리메이지 프로덕션 발전상
- Alcarras - Avalon PC 수상

### 경쟁부문
- 55 스텝 - 빌 어거스트
- 애시드 - 알렉산더 고르칠린
- 더 그라운드 비니스 마이 피트 - 마리 크로이처
- 쏘 롱, 마이 선 - 왕 샤오슈아이
- 엘리사 & 마르셀라 - 이자벨 코이젯트
- 더 골든 글러브 - 파티 아킨
- 갓 이그지스트, 허 네임 이즈 페트룬야 - 테오나 스트루가르 미테브스카
- 신의 은총으로 - 프랑소와 오종
- 아이 워즈 앳 홈, 벗 - 앙겔라 샤넬렉
- 더 카인드니스 오브 스트레인저스 - 론 쉐르픽
- 어 테일 오브 쓰리 시스터즈 - 예민 엘퍼
- 마리겔라 - 와그너 모라
- 미스터 존스 - 아그네츠카 홀란드
- 공룡단 - 왕취안안
- 피라냐스 - 클라우디오 지오바네시
- 고스트 타운 앤솔로지 - 드니 코테
- 시너님즈 - 나다브 라피드
- 시스템 크래셔 - 노라 핑스체이트
- 아웃 스틸링 호시즈 - 한스 페터 몰란트
- 원 세컨드 - 장이머우

### 비경쟁부문
- 어메이징 그레이스 - 아레사 프랭클린
- 페어웰 투 더 나잇 - 앙드레 테시네
- 더 오퍼레이티브 - 유발 애들러
- 바르다 바이 아녜스 - 아녜스 바르다
- 바이스 - 아담 맥케이
- 마리겔라 - 와그너 모라
- 영웅 : 천하의 시작 - 장이머우

### 단편 경쟁부문
- 움브라 - 플로리안 피셔 외 1명
- 블루 보이 - 마누엘 아브라모비치
- 엔트로피아 - 플로라 안나 부다
- 오마르스카 - 바룬 사신드란
- 월드 온 보드 - 에바 콘네만
- 더 골든 레전드 - 체마 가르시아 이바라 외 1명
- 워터멜론 쥬스 - 아이린 모레이
- 올 온 어 마르디 그라 데이 - 마이클 피에트릭
- 라이즈 - 바바라 바그너
- 샤크티 - 마르틴 레즈트만
- 더 스피릿 키퍼스 오브 마쿠타'아이 - 옌-차오 린
- 잇 해즈 투 비 리브드 원스 앤 드림드 트와이스 - 라이너 콜베르거
- 헥터 - 빅토리아 기센 카르바할
- 스플래쉬 - 지에 센
- 패스트 퍼펙트 - 호르헤 제이콤
- 캣칭 파이어 - 마이클 소예즈
- 블레스드 랜드 - 팜 응옥 란
- 캔트 유 씨 뎀? - 리피트. - 클라리사 디엠
- 하우 투 브리드 인 컨 카운티 - 크리스 필리포네
- 미스터 마레 - 루카 토스
- 인 비트윈 - 사미르 카라호다
- 팔라스 오브 컬러스 - 프란틱 바수
- 킹덤 - 탄 웨이 컹
- 플렉서블 바디스 - 루이스 프리드
- 파트 원: 웨어 데어 이즈 어 조이어스 무드, 데어 어 콤래드 윌 어피어 투 쉐어 어 글래스 오브 와인. - 로절린드 나샤쉬비

### 단편 비경쟁부문
- 레드 러버 부츠 - 야스밀라 즈바니치
- 더 스테이션 - 엘타예브 마디

### 독일영화전망
- 6미니츠66 - 율리우스 펠드마이어 외 1명
- 안트 유 해피? - 수잔느 하인리히
- 베를린 바운서 - 데이비드 디에틀
- 본 인 에빈 - 마리엄 자리
- 써티 - 시모나 코스토바
- 더스트 - 우디타 바르가바
- 이지 러브 - 타머 잔달리
- 더 컴포넨츠 오브 러브 - 미리암 블리세
- 피쉬 테이크스 오프 - 데니즈 쿠퍼
- 더 핏 - 흐리스티아나 라이코바
- 비포 위 그로우 올드 - 토마스 모리츠 헬름
- 더 이너 라이트 - 스테판 시크
- 오레이 - 메멧 아키프 부유카탈라이
- 태클링 라이프 - 요하네스 리스트

### 포럼부문
- 후쿠오카 - 장률
- 어바웃 썸 미닝리스 이벤츠 - 무스타파 다르카우이
- 아프리칸 미러 - 미샤 헤딩어
- 어 러시안 유스 - 알렉산드르 조로투킨
- 베이트 - 마크 젠킨
- 브레드레스 애니멀즈 - 레이 레이
- 랜드리스 - 카밀라 프레이타스
- 프롬 투모로우 온, 아이 윌 - 이반 마르코비치 외 1명
- 델핀 앤 캐롤 - 칼리스토 맥널티
- 악령들 - 다니엘 휘
- 어바웃 썸 미닝리스 이벤츠 - 무스타파 다르카우이
- 호미가스 - 안토넬라 수다삿시 퍼니스
- 일레븐 마일즈 - 루치르 조쉬
- 어스 - 니콜라우스 가이어할터
- 파 프롬 어스 - 베레나 쿠리 외 1명
- 프로그레스 인 더 밸리 오브 더 피플 후 돈 노우 - 플로리안 쿠너트
- 포틴 - 단 살리트
- 가든 - 데릭 저먼
- 에픽 오브 러브 - 라티프 아흐마디
- 하이마트 이즈 어 스페이스 인 타임 - 토마스 하이제
- 더 스톤 스피커스 - 이고르 드랴차
- 너의 새는 노래할 수 있어 - 미야케 쇼
- 디 킨더 데어 토튼 - 켈리 카퍼 외 1명
- 라푸 - 세자르 알레한드로 제이미스 외 1명
- 사라지는 날들 - 주신
- 몬스터즈 - 마리우스 울테아누
- 마더, 아이 엠 서포케이팅. 디스 이즈 마이 라스트 필름 어바 어바웃 유. - 르모항 제레미아 모세스
- MS 슬라빅 7 - 소피아 보다노위즈 외 1명
- 리커지 - 수잔 이라바니안
- 저스트 돈트 씽크 아윌 스크림 - 프랑크 보베
- 아워 디피트 - 쟝-가브리엘 뻬리오
- 아워 보이스 오브 어스,메모리 앤드 퓨쳐 - 마르타 로드리게즈 외 1명
- 올란다 - 베른트 쇼흐
- 카르툼 오프사이드 - 마르와 자인
- 더 플레이저리스트스 - 피터 팔로우
- 포르투갈 여인 - 히타 아제베두 고메스
- 호밍 - 엘베시우 마링스 주니어
- 레트로스펙트 - 애스더 로츠
- 더 블루 플라워 오브 노발리스 - 구스타보 비나그레 외 1명
- 언 오픈 로즈 - 가산 살하브
- 사탄탱고 - 벨라 타르
- 더 세컨드 저니 (투 울루루) - 아서 캔트릴 외 1명
- 서펜테리우스 - 카를로스 콘세이카오
- 비 프리티 앤 셧 업 - 델핀 세리그
- 소 프리티 - 제시 제프리 던 로비넬리

### 포럼 익스팬디드
- 더 리허설 - 타마 구이마라에스
- 폴스 빌리프 - 르네 베르그
- DADDA - 푸들 하우스 살롱 - 폴 맥커시 외 1명
- 레이버 파워 플랜트 - 로버트 슐리히트 외 1명
- 셰인 - 스테판 진느
- 베버 (포 바바라) - 데보라 스트라트맨
- 러슁 그린 위드 호시즈 - 우테 오랜드
- 메리디언 - 캘럼 월터
- 투 리브 인 준 위드 유어 텅 행잉 아웃 - 코코 푸스코
- 파르시 - 에두아르도 윌리엄스 외 1명

### 파노라마부문
- 우상 - 이수진
- 올 마이 러빙 - 에드워드 버거
- 37세컨즈 - 미야자키 미쓰요
- 올 마이 러빙 - 에드워드 버거
- 온 더 스타팅 라인 - 알데마르 마티아스
- 더 브레스 - 울리 M. 슈펠
- 브리프 스토리 프롬 더 그린 플래닛 - 산티아고 로사
- 보이언시 - 로드 라스젠
- 다프네 - 페데리코 본디
- 더 데이 애프터 아임 곤 - 님로드 엘다르
- 디바인 러브 - 가브리엘 마스카로
- 어 독 바킹 앳 더 문 - 샹 자
- 체인드 - 야론 샤니
- 홀리 비스츠 - 이스라엘 카르데나스 외 1명
- 플랫랜드 - 제나 카토 바스
- 플레쉬 아웃 - 미첼라 오치핀티
- 그레타 - 아르만도 프라사
- 더 수베니어 - 조안나 호그
- 스태프 온리 - 네우스 발루스
- 헬홀 - 바스 데보스
- 제시카 포에버 - 캐롤린 포기 외 1명
- 애시드 - 알렉산더 고르칠린
- 라이트 오브 마이 라이프 - 케이시 애플렉
- 미드 90 - 조나 힐
- 패밀리 멤버스 - 마테오 벤데스키
- 모노스 - 알레한드로 란데스
- 오 뷰티풀 나이트 - 크사버 실로폰
- 스티치스 - 미로슬라브 테직
- 더 쉐도우 플레이 - 로예
- 스킨 - 기 나티브
- 트레머스 - 자이로 부스타만테
- 더 미라클 오브 더 사르가소 씨 - 실라스 트조머카스
- 데이 콜드 힘 아미고 - 하이너 카로프

### 파노라마 다큐멘터리
- 어 독 콜드 머니 - 시무스 머피
- 웨이팅 포 더 카니발 - 마르셀로 고메스
- 노멀 - 아델레 툴리
- 서칭 에바 - 피아 헬렌탈
- 셀피 - 아고스티노 페렌테
- 세렌디피티 - 프룬 누리
- 슈팅 더 마피아 - 킴 론지노트
- 레메벨 - 조안나 레포시 가리발디
- 미드나잇 트래블러 - 하산 파질
- 뷰티 앤 디케이 - 아네카트린 헨델
- 시스템 K - 리노드 바렛
- 토킹 어바웃 트리스 - 수하입 가스멜바리
- 웨스턴 아랍스 - 오마르 샤르가위
- 왓 쉬 세드: 아트 오브 폴린 카엘 - 롭 가버

### 파노라마 40
- 레이디 채털리 - 파스칼 페랑
- 버디즈 - 아서 J. 브레산 주니어
- 방갈로 - 율리히 쿨러
- 청소년 나타 - 차이밍량
- 만델라와 차를 탄 남자 - 그레타 쉴러
- 개 같은 내 인생 - 라세 할스트롬
- 미스테리온 - 피르조 혼카살로
- 사베지 나이트 - 시릴 꼴라르
- 셀프-포트레이트 인 23 라운즈: 어 챕터 인 데이비드 워나로비츠스 라이프,1989-1991 - 마리옹 세마마
- 더 나잇 - 자오 하오
- 더 사운드 오브 패스트 릴리프 - 빌란트 쉬펙
- 장 주네 이즈 데드 - 콘스탄틴 지아나리스
- 더 어텐던트 - 아이작 줄리앙
- 대디 앤 더 머슬 아카데미 - 일포 포졸라
- 맥스 - 모니카 트루트
- 스플릿 - 윌리엄 투 크라이시스; 포트레이트 오브 어 드래그 퀸 - 엘렌 피셔 터크 외 1명
- 100 데이즈 비포 더 코맨드 - 후세인 에르케노브
- M. A. 누미넨 싱스 비트겐슈타인 - 클라에스 올슨
- 더 메이킹 오브 몬스터즈 - 존 그레이슨
- 웰컴 투 더 돔 - 조헨 히크
- 블루 다이어리 - 제니 올슨
- 어 비터 메시지 오브 호플리스 그리프 - 존 레이스
- 걸 프롬 무시 - 가린 토로시안
- 피어 오브 디스클로저 - 필 즈위클러 외 1명

### 오마쥬
- 45년 후 - 앤드류 헤이
- 지옥에 떨어진 용감한 자들 - 루치노 비스콘티
- 더 룩 - 앙겔리나 마카로네
- 한나 - 안드레아 팔라오로
- 내 사랑 맥스 - 오시마 나기사
- 비엔나 호텔의 야간 배달부 - 릴리아나 카바니
- 사랑의 추억 - 프랑소와 오종
- 스타더스트 메모리스 - 우디 앨런
- 스위밍 풀 - 프랑소와 오종
- 심판 - 시드니 루멧
- 남쪽을 향하여 - 로랑 캉테

### 레트로스펙티브
- 더 올-라운드 리듀스드 퍼스낼리티 - 리듀퍼스 - 헬케 잔더
- 밴디트 - 카챠 본 가르니에
- 만델라와 차를 탄 남자 - 그레타 쉴러
- 독일 자매 - 마가레테 폰 트로타
- 이미지 오브 도리언 그레이 인 더 옐로우 프레스 - 울리케 오팅거
- 더 바이시클 - 에블린 슈미트
- 인 더 벨리 오브 더 웨일 - 도리스 되리
- 켄넨 지 우반? - 잉그리드 레쉬케
- 말루 - 지닌 미라펠
- Under My Skin - Crescentia Dunsser
- 아홉 번의 삶을 사는 고양이 - 울라 슈퇴클
- 네버 슬립 어게인 - 피아 프랑켄베르크
- 페퍼민트 피스 - 마리안느 로젠바움
- 디 라이즈 나흐 리옹 - 클라우디아 폰 알레만
- 더 도브 온 더 루프 - 아이리스 구즈너
- 언더 더 페이브먼트 라이스 더 스트랜드 - 헬마 잔더스 브람스
- 락드 업 타임 - 시빌레 쇠네만
- 이즈 디스 페이트? - 엘가 레이데메이스터
- 누드 포트레이츠 - 군둘라 슐체 - 헬케 미셀뷔츠
- 후즈 어프레이드 오브 더 부기맨 - 헬케 미셀뷔츠

### 베를리날레 클래식
- 어돕션 - 마르타 메자로스
- 짝코 - 임권택
- 사진 - 조지 마샬
- 오데트 - 칼 테오도르 드레이어
- 더 인빈서블즈 - 도미니크 그라프
- 더 웨이워드 걸 - 에디스 칼마르

### 베를리날레 스페셜
- 안트로포센: 더 휴먼 에포크 - 제니퍼 베이치월
- 더 보이 후 하네스드 더 윈드 - 치웨텔 에지오포
- 브레히트 - 하인리히 브렐로에르
- 후 유 씽크 아이 엠 - 사피 네부
- 잇 쿠드 해브 빈 워스 - 마리오 아도프 - 도미니크 베셀리
- 더 걸 인 더 리프트 - 헤르만 즈쇼체
- 걸리 보이 - 조야 악타르
- 키즈 인 더 스포트라이트 - 알리스 아그네스키르히너
- 더 노스 - 그레고리 나바
- 피터 린드버그 - 우먼스 스토리스 - 장 미셸 베치엣
- 포토그래프 - 리테쉬 바트라
- 워터게이트 - 올, 하우 위 런드 투 스탑 언 아웃 오브 컨트롤 프레지던트 - 찰스 퍼거슨
- 디 토텐 호젠 - 유 온리 리브 원스 - 코르둘라 카블리츠-포스트 외 1명
- 후 윌 라이트 아워 히스토리 - 로버타 그로스먼
- 오레이 - 메멧 아키프 부유카탈라이
- 토킹 어바웃 트리스 - 수하입 가스멜바리

### 베를리날레 시리즈
- 8 Days - Rafael Parente
- Bedrag - Jeppe Gjervig Gram
- False Flag 2 - Maria Feldman
- Hanna - Sarah Adina Smith
- Twice Upon a Time - Guillaume Nicloux
- M – A City Hunts a Murderer - David Schalko
- Quicksand - Per-Olav Sorensen

### 베를리날레 고즈 키에즈
- 100일 동안 100가지로 100퍼센트 행복찾기 - 플로리안 데이비드 핏츠
- 25 km/h - 마커스 골러
- 303 - 한스 바인가르트너
- 올 굿 - 에바 트로비슈
- B12 - 리브 다잉 포 더 넥스트 라이프 - 크리스찬 러치
- 벌룬 - 미카엘 헤르비그

### 제너레이션 14플러스
- 벌새 - 김보라
- 세계가 깨어져 열릴 때 - 엘레 마이아 테일페데스
- 노래하는 불불 - 리마 다스
- 바이 더 네임 오브 타니아 - 베네딕트 리에나르 외 1명
- 유어 턴 - 엘리자 카파이
- 나이브스 앤 스킨 - 제니퍼 리더
- 더 크로싱 - 바이슈에
- 스튜핏 영 하트 - 셀마 빌후넨
- 더 매직 라이프 오브 V - 토니슬라브 흐리스토프
- 붉은 남근 - 타쉬 겔트쉔
- 리콘스트럭팅 어토야 - 칼 제버
- 링사이드 - 안드레 회어만
- 포 콰르텟 - 마르코 알레시
- 민와일 더 웨이브스 - 델피나 가발다 외 1명
- 키즈 - 마이클 프레이
- 리버티 - 파렌 흄즈
- 타투 - 파르하드 델라람
- 스토리 - 조라 반코우스카
- 허쉬 - 아르마간 발란틴
- 티그레 - 델핀 델로겟
- 리틀 웨이브스 - 아리안 루이스-시즈 플루프
- 율리아 & 줄리엣 - 자라 윙거
- 더 로어스 댓 킵 더 스톰 어웨이 - 산티아고 릴
- 크로코다일 - 호르헤 유디스
- 어바웃 러브 - 마에바 베롤
- 더 자라리주 시스터즈 - 조지 칸데나
- 모술 980 - 알리 모하메드 사에드
- 리킹 라이프 - 슌사쿠 하야시
- 위 아 리틀 좀비스 - 나가히사 마코토

### 제너레이션 케이플러스
- 2040 - 데이먼 가뮤
- 안베사 - 모 스카펠리
- 바라코아 - 파블로 브리온스
- 세계가 깨어져 열릴 때 - 엘레 마이아 테일페데스
- 클레오 - 에릭 슈미트
- 달라도 괜찮아 So what? Stay different! - 제네비브 둘루드-드셀
- 다니엘 페이트 페이스 - 마린 아틀란
- 어 퍼스트 페어웰 - 왕리나
- 드라이브웨이즈 - 앤드류 안
- 키즈 - 니나 베스만
- 꼭두 이야기 - 김태용
- 로테 앤 더 로스트 드래곤즈 - 야노 폴드마 외 1명
- 루이스 & 루카 - 미션 투 더 문 - 라스무스 A. 실버르센
- 마이 엑스트라오디너리 썸머 위드 테스 - 스티븐 바우터루드
- 지빌라 - 이사벨 파베즈
- 아빠 - 아틀 솔버그 블락세트
- 더 카이트 - 마틴 스마타나
- 네스트 - 소냐 로레더
- 더 라스트 데이 오브 어텀 - 마르졸렌 페르텐
- 저스트 미 앤 유 - 산드린 브로듀-데스로지어스
- 마그라렌 - 마리암 자레이
- Tiptoe - I-Ju Lin
- 더 사이즈 오브 띵스 - 카를로스 펠리프 몬토야
- 애니 - 조세핀 스튜어트-테 휘우
- 더 앱센츠 - 호세 로마스 허버트
- 암드 룰러바이 - 야나 우그렉헬리드제
- 시티 플라자 호텔 - 안나 파울라 호니그 외 1명
- 오 크로우! 오 크로우! - 피에르 가르시아-르네
- #불링스토리 - 에프 힐거스
- 쉬-팩 - 패니 오베슨
- 수네 vs 수네 - 존 홈버그
- 웨어 위 빌롱 - 자클린 쥔트

### 제너레이션 스페셜 스크리닝
- 촐 - 옴리 레비
- 어 디프런트 워 - 나다브 갈
- 디플로마 - 야엘 카얌
- 하우 아이 킬드 라빈 - 마이클 알라루
- 룩아웃 - 노아 구사코브
- 무시키 - 앨리자 차노위츠

### 컬리너리 시네마
- 아루나 & 리단야 - 에드윈
- 더 비기스트 리틀 팜 - 존 체스터
- Chef’s Table – Asma Khan - 지아 만드비왈라
- Chef’s Table – Mashama Bailey - 아비게일 풀러
- 바람나무는 거문고처럼 - 케이 치카우라
- 고스트 플릿 - 섀넌 서비스 외 1명
- 더 히트: 키친 레볼루션 - 마야 갈루스
- 마더스 오브 더 랜드 - 알바로 사미엔토 외 1명
- 웬 토마토스 멧 바그너 - 마리아나 에코노무
- 윈드 헤리티지 - 알레한드라 레타나 외 2명
- 비러브드 - 야저 탈비
- 이 엔 카다 렌테하 운 디오스 - 미구엘 엔젤 지메네즈

### LOLA 앳 베를리날레
- 부송 - 아우라에우스 솔리토
- 토아 이푸아푸아가 스트렝스 인 서퍼링 - 베아 마필오
- 향기어린 악몽 - 키들랏 타히믹
- 미라타 : 하우 멈 데콜로니즈드 더 스크린 - 에페리 미타
- 원 타우전드 로프스 - 토티 투시 타마세세
- 스톤즈 - 타이 상가
- 아웃 오브 스테이트 - 시애라 레이시
- 쉬 후 머스트 비 러브드 - 에리카 글린
- 스노우 인 파라다이스 - 저스틴 시마이-바튼
- 블랙버드 - 에이미 바타리바시
- 릴리우 - 제레미아 타우아미티
- 바 타푸이아 - 토티 투시 타마세세
- 메모리아 - 카밀라 안디니
- 타나 : 지상 최고의 사랑 - 마틴 버틀러 외 1명
- 바이 - 니콜 위피 외 7명